# از توهمت استفاده کن ۲
«از توهمت استفاده کن ۲» (به انگلیسی: Use Your Illusion II) آلبومی از گانز ان رزز است که در سال ۱۹۹۱ میلادی منتشر شد.